# Пурпур (геральдика)
Пу́рпур (лат. purpureus, давньофр. purpure) — тинктура у геральдиці. Належить до класу геральдичних емалей. У кольоровій графіці позначається пурпуровим кольором. Виражає ідею цього кольору, а не його конкретний відтінок. У монохромній графіці передається двома способами: косими лініями-штрихами з лівого боку у штрихуванні, або скороченнями p., pu., чи purp. Символізує гідність, могутність, силу, традицію, владу. Небесне тіло, ототожнюване з тинктурою, — Меркурій, камінь — аметист.

## Назва
- Пурпуровий
- Багряний
- Бордовий
- Ліловий, лілово-синій, лілово-червоний,
- Фіолетовий
- Тірський пурпур

## Особливості
Різноманітність відтінків — внаслідок виготовлення фарби з двох видів мушель, що мешкають у Середземному морі: одна з них давала фарбу з фіолетовим відтінком, а інша — вогняно-червону («тірський пурпур»). Також у різних виробників пурпуру була своя технологія його отримання, що ще більше різноманітило палітру відтінків.
У гербах принців виражається терміном «Mercure», у гербах перів — «amethiste», в усіх інших — «pourpre».
Пурпур виходить змішуванням карміну і рожевого лаку. Тірський пурпур вироблявся із кислот молюсків.

## Символіка кольору
Пурпур в геральдиці традиційно символізує гідність, силу, могутність, імператорство, верховенство, верховне панування, владу, благочестя, помірність, щедрість.
У середньовічній астрономії пурпуровому кольору відповідала планета Меркурій, в алхімії — аметист.

### Галерея

Мов-сюр-Луар
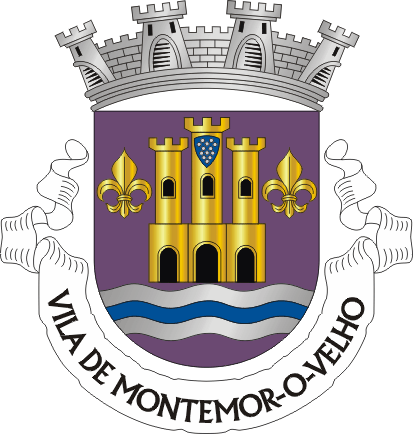
Монтемор-у-Велю
Тусканія
Траспінедо